# Xã Queeny, Quận St. Louis, Missouri
Xã Queeny (tiếng Anh: Queeny Township) là một xã thuộc quận St. Louis, tiểu bang Missouri, Hoa Kỳ. Năm 2010, dân số của xã này là 37.665 người.